# Іспанія під час Голокосту

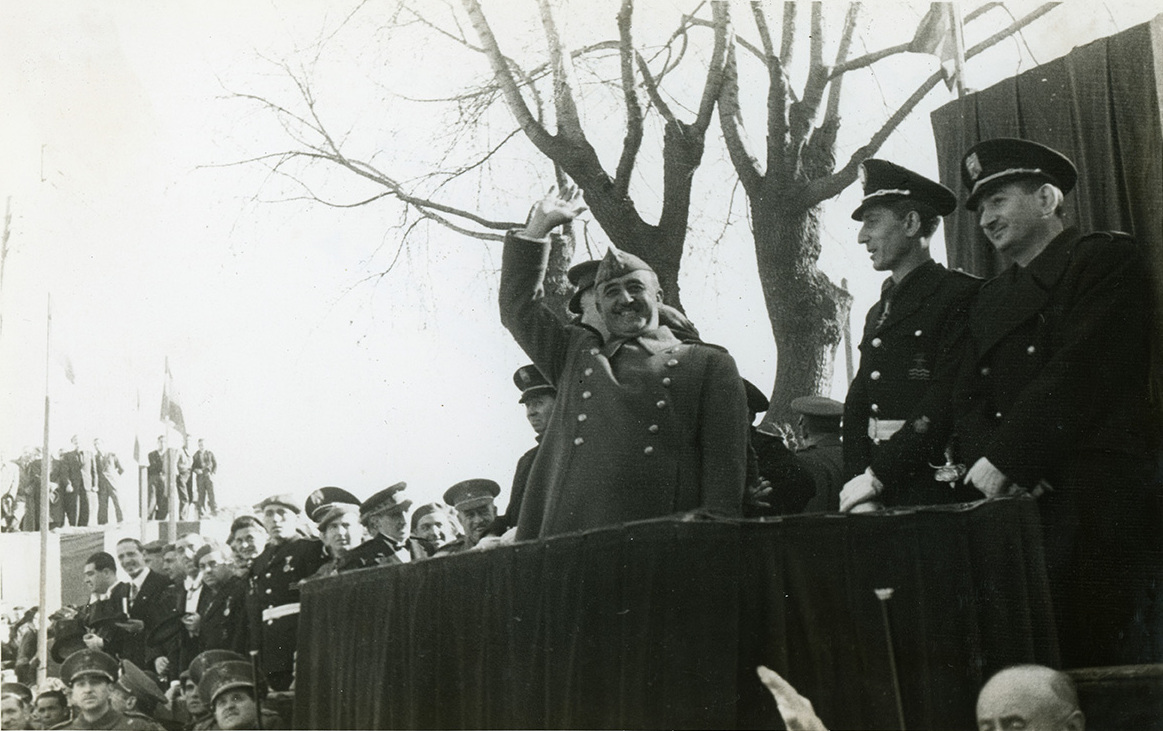
Іспанський диктатор Франсиско Франко (на фото 1942 року) вірив у «жидомасонсько-більшовицьку змову»

Франкістська Іспанія під час Голокосту зберігала офіційний нейтралітет під час Другої світової війни, але підтримувала тісні політичні та економічні зв’язки з нацистською Німеччиною та фашистською Італією. До війни Франсиско Франко прийшов до влади в Іспанії на чолі коаліції фашистських, монархічних та консервативних сил під час Громадянської війни (1936–1939) за підтримки німецької та італійської військової допомоги. Сам Франко симпатизував багатьом ідеям нацистської ідеології, зокрема антикомунізму та антисемітизму. У 1940–1941 роках існувала реальна ймовірність вступу Іспанії в союз із країнами Осі. У цей період режим Франко склав реєстр євреїв, що проживали в Іспанії, і додав вказівку на єврейське походження в офіційні документи. Інші антиєврейські заходи, запроваджені раніше, залишалися чинними.
Попри те, що Іспанія не брала участі у планомірному знищенні євреїв, вона не змогла захистити переважну більшість іспанських сефардів, які проживали в окупованій нацистами Європі. Водночас Франкістська Іспанія стала важливим транзитним маршрутом для біженців, дозволивши 20 000–35 000 євреям перетнути країну за транзитними візами з Вішістської Франції. У повоєнні роки режим Франко культивував ідею про те, що нібито захищав євреїв по всій Європі, щоб покращити дипломатичні відносини з колишніми союзниками.

## Передумови

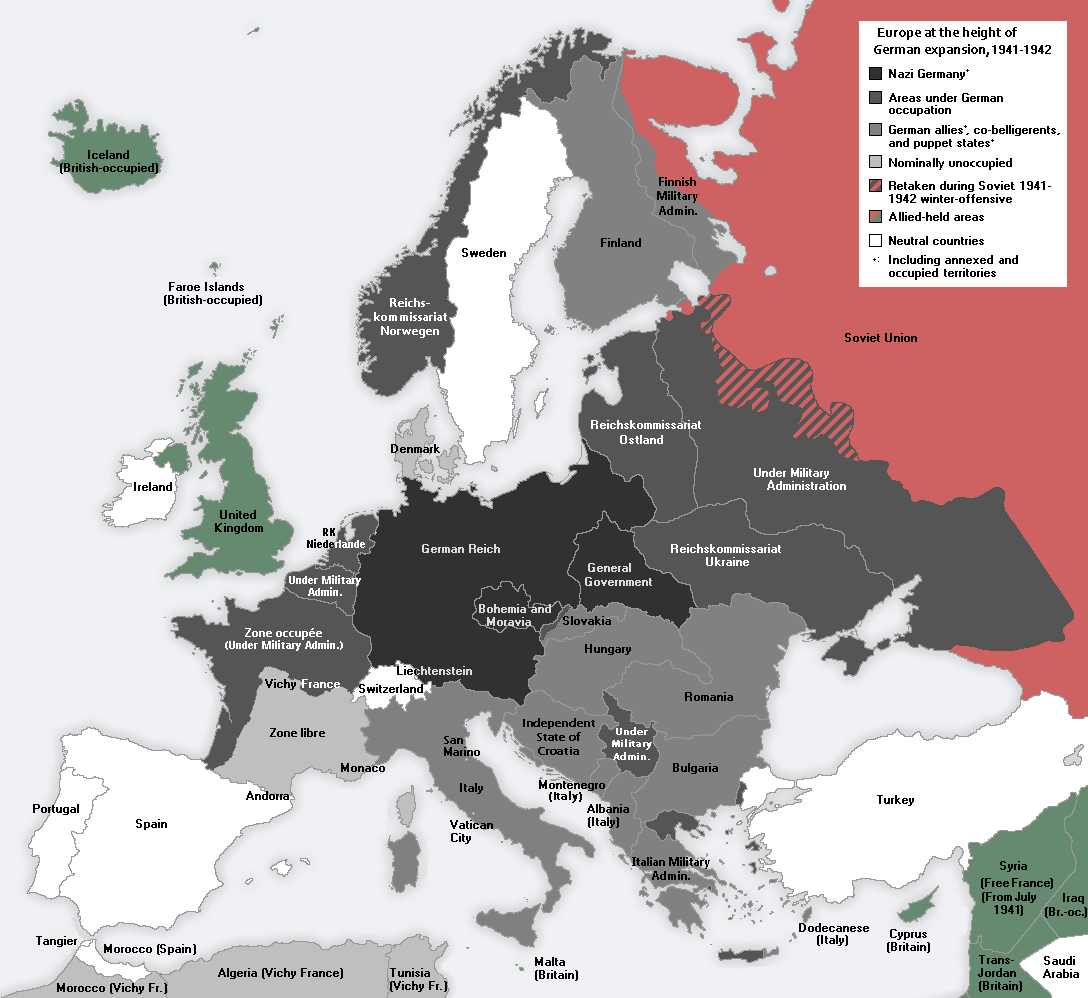
Франкістська Іспанія на карті окупованої нацистами Європи, близько 1942 року

Після повалення монархії у 1931 році Іспанія стала республікою. У 1933 році, коли антисемітизм став офіційною політикою в Німеччині, єврейські біженці почали прибувати до Мадрида та Барселони. Там вони отримували допомогу від місцевих єврейських комітетів на кошти Комітету у справах єврейської еміграції — міжнародної організації, яка сприяла єврейській еміграції в різні країни (крім підмандатної Палестини, за яку відповідало Єврейське агентство).
У 1935 році розглядався проєкт збільшення імміграції євреїв до Іспанії, однак початок Громадянської війни у 1936 році змусив евакуювати біженців. На липень 1936 року в Іспанії проживало близько 6 тисяч євреїв, половина з яких були біженцями. Після перемоги Франсиско Франко і завершення війни майже всі біженці та багато іспанських євреїв залишили країну. Ті, що залишилися, були позбавлені підтримки та легальних механізмів організації громадського життя.
В Іспанії існувала невелика єврейська громада, а більша — в Іспанському Марокко; однак обмеження, запроваджені після Громадянської війни, значно ускладнили життя євреям в Іспанії.

## Роль Іспанії як транзитної країни
Після падіння Франції влітку 1940 року Іспанія стала найважливішим маршрутом втечі єврейських біженців. Влада вимагала наявності португальських віз або заброньованих квитків на кораблі, а також французьких виїзних віз. Чоловіки призовного віку могли виїжджати лише за спеціальним дозволом.
Хоча франкістський режим перебував під значним впливом Німеччини, Іспанія не запровадила загальних дискримінаційних правил, що перешкоджали б втечі. Однак чиновники часто неохоче видавали транзитні візи. У період з червня 1940 по липень 1942 року кількість євреїв, які легально отримали дозвіл на проїзд через Іспанію, могла досягати десятків тисяч.
Водночас біженців, затриманих за нелегальний перехід кордону, висилали або інтернували в концтабори, передусім у Міранда-де-Ебро. Там утримували як євреїв, так і неєвреїв, що нелегально перетнули Піренеї.

## Іспанські консули та допомога сефардам
Багато сефардів, які до Першої світової війни жили в Османській імперії, мали іспанське походження та документи. Іспанські консули в Європі отримали вказівки захищати права іспанських громадян єврейського походження, зокрема щодо аризації майна, яка мала відбуватися під захистом консульств.
Консули у Парижі, Афінах, Бухаресті, Софії та інших містах намагалися допомагати євреям-сефардам. Серед них згадуються Бернардо Роллан, Хосе Рохас-і-Морено Конде де Каса Рохас, Хуліо Палесія-і-Альварес та Себастьян Ромеро Радигалес.

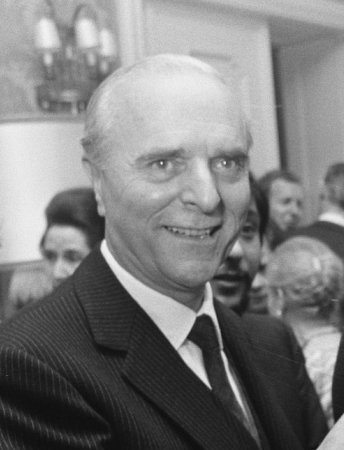
Анхель Санс Бріс, дипломатичний представник франкістської Іспанії у роки Другої світової війни. Він врятував життя близько п’яти тисяч угорських євреїв, уберігши їх від депортації до Аушвіца

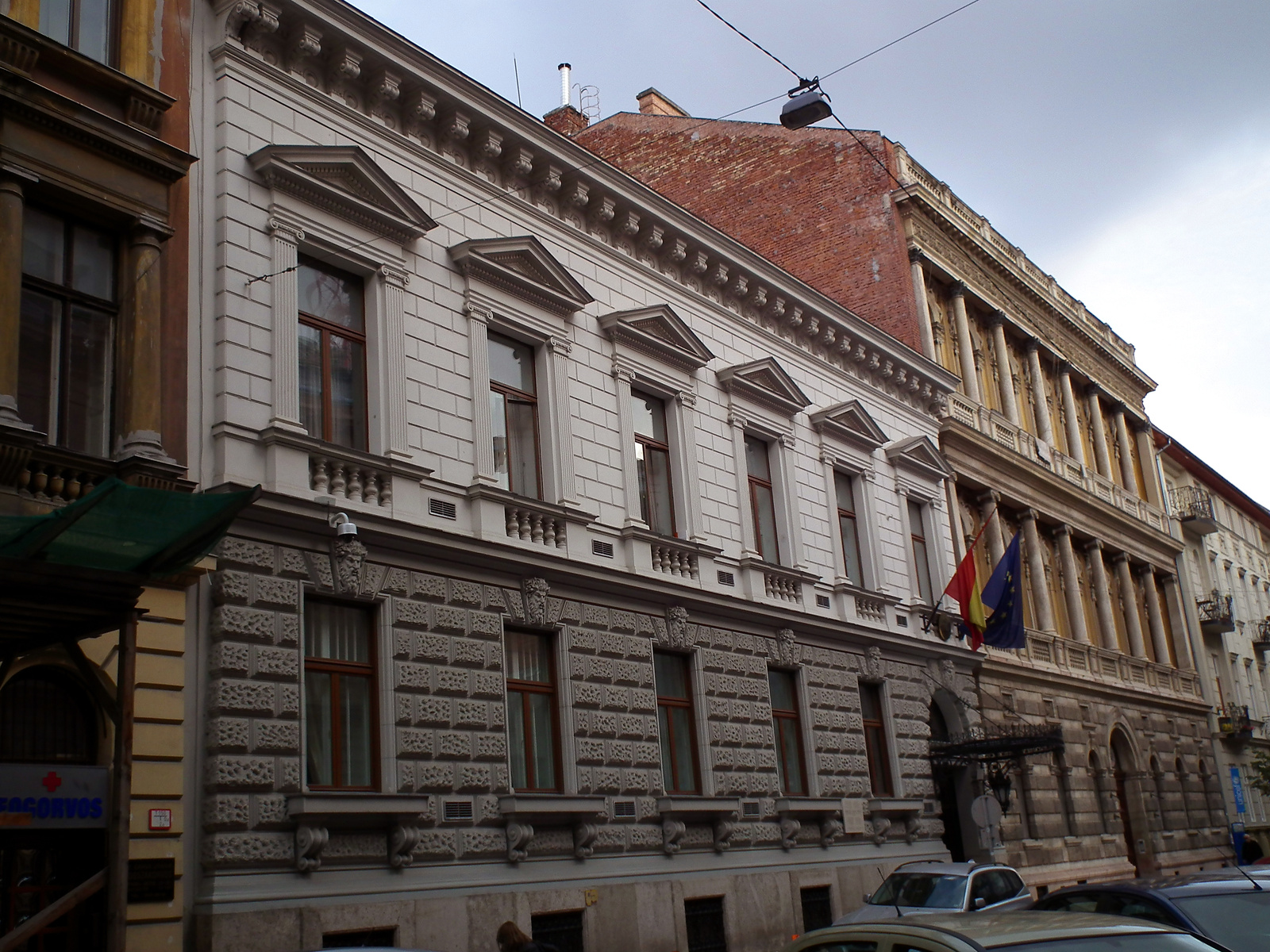
Іспанське посольство в Будапешті (Угорщина), де під час війни служив Ангель Санс Бріс

Едуардо Проппер де Кальєхон, іспанський дипломат, за три дні в червні 1940 року видав значну кількість віз і транзитних віз французьким біженцям у Бордо. Він був одружений з єврейкою і, ймовірно, діяв за власною ініціативою, вважаючи, що іспанське консульство не повинно виглядати менш великодушним, ніж португальське, де Аристід ді Соуза Мендеш видавав тисячі віз. Точна кількість людей, які отримали ці документи, невідома, а франкістська влада згодом знищила офіційні записи, очевидно намагаючись приховати його дії; не всі отримувачі були євреями.
Анхель Санс Бріс, іспанський дипломат в Угорщині, у 1944 році захистив близько п’яти тисяч угорських євреїв, врятувавши їх від депортації до Аушвіца. За свою діяльність із порятунку євреїв він отримав прізвисько «ангел Будапешта». Коли йому наказали залишити країну перед наступом Червоної армії, він переконав Джорджо Перласку, італійського бізнесмена, видати себе за генерального консула Іспанії і продовжити його діяльність. У такий спосіб, вважається, було врятовано близько 3500 євреїв. Стенлі Г. Пейн охарактеризував дії Санса Бріса як «видатний гуманітарний вчинок, безумовно найвизначніший серед усіх представників іспанського уряду під час Другої світової війни», але, порівнюючи його зі шведським консулом Раулем Валленбергом, зазначив, що Санс Бріс «міг би досягти ще більшого, якби отримав більше допомоги з Мадрида».
Загалом дев’ять іспанців були удостоєні звання Праведники народів світу, яке присуджується ізраїльським інститутом Яд ва-Шем.

## Тиск Німеччини та обмеження
Під тиском Німеччини у 1943 році Іспанія посилила правила прийому. Було запроваджено практику, за якою кожна група євреїв з іспанським громадянством могла в’їхати лише після того, як попередня покинула територію Іспанії. Це значно сповільнювало репатріацію.
У результаті 365 іспанських євреїв із Салонік опинилися в концтаборі Берген-Бельзен з серпня 1943 по березень 1944 року, а група зі 155 осіб так і не змогла вчасно потрапити до Іспанії. Загалом Іспанія врятувала від депортації близько 800 євреїв-сефардів з іспанським громадянством.

## Допомога біженцям без громадянства
Попри обмеження та антисемітські настрої, Іспанія відіграла важливу роль як транзитна країна. За оцінками, з липня 1942 по вересень 1944 року через Іспанію пройшли щонайменше 7500 єврейських біженців без громадянства або громадян інших країн, що прямували до Португалії та інших безпечних місць.
Іспанська влада терпимо ставилася до роботи міжнародних благодійних організацій — зокрема Джойнт та Американського Червоного Хреста. У Барселоні та Мадриді діяли представництва, що допомагали з розміщенням та фінансуванням евакуації.

## Оцінки істориків
Історики відзначають суперечливий характер політики Франсиско Франко. З одного боку, режим уникав відкритого розриву з нацистською Німеччиною і обмежував прийом біженців, включно з власними громадянами-сефардами. З іншого боку, Іспанія не брала участі в масовому знищенні євреїв і дозволила десяткам тисяч людей врятуватися через свою територію.
Пропаганда режиму Франко після війни прагнула представити Іспанію як захисницю євреїв, підкреслюючи діяльність консулів і транзитну роль країни. Однак історики наголошують, що реальний масштаб допомоги був дуже обмеженим і супроводжувався численними поступками вимогам Німеччини. Британський історик Пол Престон пише, що у повоєнні роки «була ретельно сконструйована міфологія про те, що режим Франко врятував багато євреїв від знищення», щоб відвернути іноземну критику від звинувачень в активній співпраці з нацистським режимом. Уже у 1943 році Міністерство закордонних справ Іспанії дійшло висновку, що перемога союзників у війні ймовірна. Хосе Фелікс де Лекеріка-і-Еркіса став міністром закордонних справ у 1944 році й незабаром розвинув «одержимість» значенням «єврейської карти» у відносинах з колишніми союзними державами.

## Повоєнні роки
Після війни Іспанія опинилася в дипломатичній ізоляції. Режим Франко спонсорував публікацію брошури España y los Judíos (1949), яка неправдиво стверджувала, що Франко врятував до 50 000 євреїв з Франції та Південно-Східної Європи. Загострення холодної війни призвело до покращення відносин Іспанії та США у 1953 році, а у 1955 році Іспанія була прийнята до Організації Об'єднаних Націй.
Майкл Алперт зазначає, що «ця піар-кампанія іспанського режиму виявилася надзвичайно ефективною, навіть у самому єврейському світі». Наприклад, американський рабин Хаїм Ліпшиц, автор дослідження Franco, Spain, the Jews and the Holocaust (1984), був «запрошений до Іспанії, забезпечений офіційним водієм, готелем і відповідним комплектом перекладених документів», хоча й залишався відносно критичним до іспанської політики. Іспанські державні архіви не були широко доступні дослідникам аж до періоду переходу до демократії після 1975 року. У 2008 році Іспанія стала членом Міжнародного альянсу пам'яті жертв Голокосту.